# Distrito de Ujjain
Ujjain (en hindi; उज्जैन जिला) es un distrito de la India en el estado de Madhya Pradesh. Código ISO: IN.MP.UJ.
Comprende una superficie de 6 091 km².
El centro administrativo es la ciudad de Ujjain.

## Demografía
Según censo 2011 contaba con una población total de 1 986 597 habitantes, de los cuales 970 165 eran mujeres y 1 016 432 varones.